# Phố Bảng
Phố Bảng (còn được viết là Phó Bảng) là một xã thuộc tỉnh Tuyên Quang, Việt Nam.

## Địa lý
Thị trấn Phố Bảng nằm ở phía tây huyện Đồng Văn, cách thành phố Hà Giang khoảng 120 km, có vị trí địa lý:
- Phía đông giáp xã Sủng Là
- Phía tây giáp xã Phố Là
- Phía nam giáp xã Phố Cáo
- Phía bắc giáp Trung Quốc.

Thị trấn có diện tích 11,31 km², dân số năm 2019 là 2.811 người, mật độ dân số đạt 249 người/km². Từng là huyện lỵ của huyện Đồng Văn
Trên địa bàn thị trấn có 14 dân tộc sinh sống, gồm các dân tộc: Mông, Hoa Hán, Kinh, Pu Péo, Tày, Giấy, Nùng, Lô Lô, Dao, Cờ Lao, Cao Lan, La Chí, Thái, Mường. Trong đó, người Mông và người Hoa Hán là hai dân tộc chủ yếu.
Thị trấn Phố Bảng thông thương với huyện Ma Lật Pha, châu Văn Sơn, tỉnh Vân Nam, Trung Quốc qua cửa khẩu Phó Bảng.

## Hành chính
Thị trấn Phố Bảng có 6 khu phố, thôn được chia thành 2 tổ dân phố: I, II và 4 thôn: Tả Kha, Phiến Ngài, Phố Trồ, Xóm Mới.

## Lịch sử
Trước năm 1961, Phố Bảng là một thôn của xã Sùng Là (nay là xã Sủng Là) với tên gọi Phó Bảng.
Ngày 5 tháng 7 năm 1961, Hội đồng Chính phủ ban hành Quyết định số 91-CP về việc thành lập thị trấn Phố Bảng trên cơ sở tách một phần diện tích và dân số của xã Sủng Là.